# Rue Fourcroy (Paris)
Pour les articles homonymes, voir Rue Fourcroy.
La rue Fourcroy est une rue du 17e arrondissement de Paris.

## Situation et accès
La rue Fourcroy est sécante à l'avenue Niel et est prolongée par la rue Gustave-Flaubert.
Elle est située dans le quartier où ont été groupés des noms de savants.
Le quartier est desservi par la ligne de métro 2 à la station Ternes et par la ligne 3 à la station Pereire.

## Origine du nom

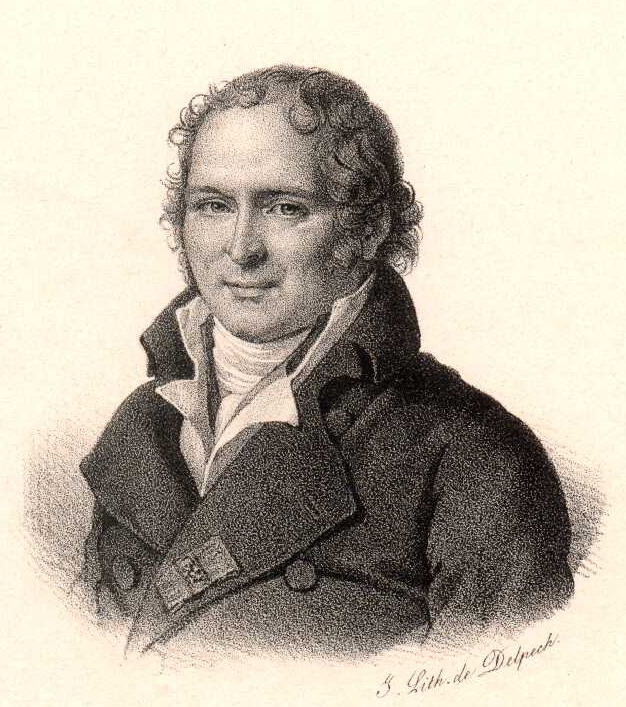
Antoine-François Fourcroy.

Elle porte le nom du chimiste et homme politique français, Antoine-François Fourcroy (1755-1809).

## Historique
Cette voie, qui faisait partie de la commune de Neuilly, est ouverte en 1812 entre les rues de l'Arcade et de la Chaumière sous le nom de « rue Lamare » ou « rue Lamarck ». Elle est classée dans la voirie parisienne par décret du 23 mai 1863 et prend la dénomination de « rue Fourcroy » par décret du 27 février 1867.
Elle est prolongée, entre les rues Laugier et Rennequin, par décret du 25 juillet 1882. 